# Vicente Pérez Rosales
Vicente Pérez Rosales (Santiago, 5 de abril de 1807-Santiago, 6 de septiembre de 1886) fue un estadista, comerciante,  minero, aventurero, diplomático, escritor, pintor y poeta chileno, miembro del clan de Los ochocientos. Es reconocido por ser el agente colonizador en la zona del lago Llanquihue junto con Bernardo Philippi y por ser el autor de Recuerdos del pasado, libro que a ojos de Miguel de Unamuno es la mejor novela chilena.

## Biografía

### Familia
Fue hijo de Joaquín Javier Pérez y Salas y de María Mercedes Rosales y Larraín, miembro de una importante familia patricia de su época. Fue primo del presidente José Joaquín Pérez Mascayano y nieto del miembro de la Primera Junta Nacional de Gobierno de Chile Juan Enrique Rosales. Se casó con Antonieta Urrutia Palacios.
Escapando de la Guerra de Independencia, su familia se refugió en la ciudad argentina de Mendoza, donde fue testigo directo del fusilamiento de los hermanos Carrera ordenada por Toribio de Luzuriaga y por el abogado Bernardo de Monteagudo el 8 de abril de 1818.
En 1821 zarpó en el HMS Owen Glendower rumbo a Europa, pero fue abandonado por el capitán 4.º Lord de Spencer en Río de Janeiro. Fue auxiliado por los cónsules británico y español, y por un ciudadano chileno. Pasó cerca de dos años en la ciudad carioca, hasta que volvió a bordo de la fragata de guerra Doris, donde fue acogido por la escritora Mary Graham, entonces esposa del capitán y pronto viuda, pues él perdió la vida en las inmediaciones de Cabo de Hornos. Vuelto a Chile, Pérez Rosales decidió partir nuevamente a Europa. Zarpó el 16 de enero a bordo del Moselle. Estudió en París, en exclusivas escuelas para hispanohablantes, donde conoció a grandes personajes de la literatura española de la época.
En su juventud fue educado en pintura por el francés Raymond Monvoisin. Años después viajó a California, incentivado por la Fiebre de oro en 1848, junto con sus cuatro hermanos y un cuñado.

## Agente de colonización en Chile

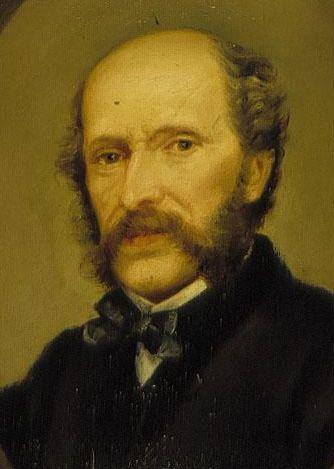
Vicente Pérez Rosales.

Estuvo a cargo de la implementación y organización del proceso de colonización desde 1849, administrando la entrega de tierras, ganado, herramientas, alimentos y materiales a los nuevos habitantes, proceso relatado por el mismo en su libro de memorias, y en la cual se destaca la participación de Pichi Juan, un aborigen sagaz y conocedor de la zona de Llanquihue. Para lograr los terrenos prometidos a los inmigrantes alemanes reclutados en su labor de agente de colonización, ordenó la quema de vastas áreas cercanas a Osorno. En 1851 llegó un nuevo grupo más numeroso que se estableció en la isla Teja en Valdivia.
Pérez Rosales comenzó a expandir la región de colonización hacia el sur a la zona en torno al lago Llanquihue. Para esto, convenció al gobierno de formar en 1853 el Territorio de Colonización de Llanquihue, comprendido entre los 40°50′ y 41°45′ de latitud sur, limitando al norte con la provincia de Valdivia y al sur con la provincia de Chiloé, abarcando el seno de Reloncaví. Pérez Rosales decidió fundar un puerto en Reloncaví que funcionara como puerta de entrada a la zona de Llanquihue y como conexión marítima tanto con Chiloé como con Valdivia. Así, el 12 de febrero de 1853 fundó Melipulli, renombrada posteriormente como Puerto Montt en honor al presidente Manuel Montt. De igual forma, fue fundada junto al lago Llanquihue, la ciudad de Puerto Varas, en honor al ministro Antonio Varas.
La inmigración de colonos, principalmente de origen alemán, permitió la incorporación de la zona a la soberanía chilena. Solo en este periodo entre 30 000 y 40 000 alemanes llegaron a al sur de Chile.

## Servidor público
En 1858 fue cónsul en Hamburgo.
Entre 1859 y 1863 ejerció como Intendente de Concepción.
Posteriormente fue diputado por Chillán (1861-1864) y senador por Llanquihue (1876-1881), en representación del Partido Nacional.
Además de participar en su creación, fue el segundo Presidente de la Sociedad de Fomento Fabril (Sofofa).
Falleció en el año 1886 en Santiago, víctima de las complicaciones de un derrame cerebral.
Es autor del libro de memorias Recuerdos del pasado, en que narra sus vivencias en Argentina, Europa, California y durante la colonización alemana en Llanquihue.

## Reconocimientos
- En su memoria existe el parque nacional Vicente Pérez Rosales fundado en 1926, el más antiguo de Chile.
- En la Plaza Monumento a la Colonización Alemana, de Puerto Montt, se ubica un busto  de Vicente Pérez Rosales.[10] Fue inaugurado en el marco de la realización del 8° Congreso Nacional de los Laboratoristas Dentales de Chile, el 6 de septiembre de 1986, con motivo del centenario del explorador, diplomático, agente colonizador y fundador de la ciudad de Puerto Montt.[11]
- En la Plaza de la República (Valdivia) se ubica un busto en la esquina de Letelier y C. Henríquez,[12] el cual fue restaurado e inaugurado el 13 de febrero de 2025, debido a que fue vandalizado en el Estallido Social del 2019.[13]
- Estatua de Vicente Pérez Rosales, en la plaza de la Colonización, Puerto Varas, Chile. La escultura es obra de Gabriel Clement Cárdenas, creada entre 1944 y 1948, fue colocada originalmente ese último año en la plaza de Armas, bajo la alcaldía de Teobaldo Kuschel Kneer. En noviembre de 2002, con motivo de la inauguración de la plaza de la Colonización (o de los Colonos) en el marco de la conmemoración de los 150 años de la colonización alemana, se la trasladó, pero sin su base con la historia de los colonos alemanes, al nuevo lugar. A fines de febrero de 2017 la estatua amaneció un día sin cabeza, pero fue reparada en breve plazo.[14]
- En la ciudad de Río Bueno, en la calle Ejército Libertador se ubica el Liceo Vicente Pérez Rosales.[15]

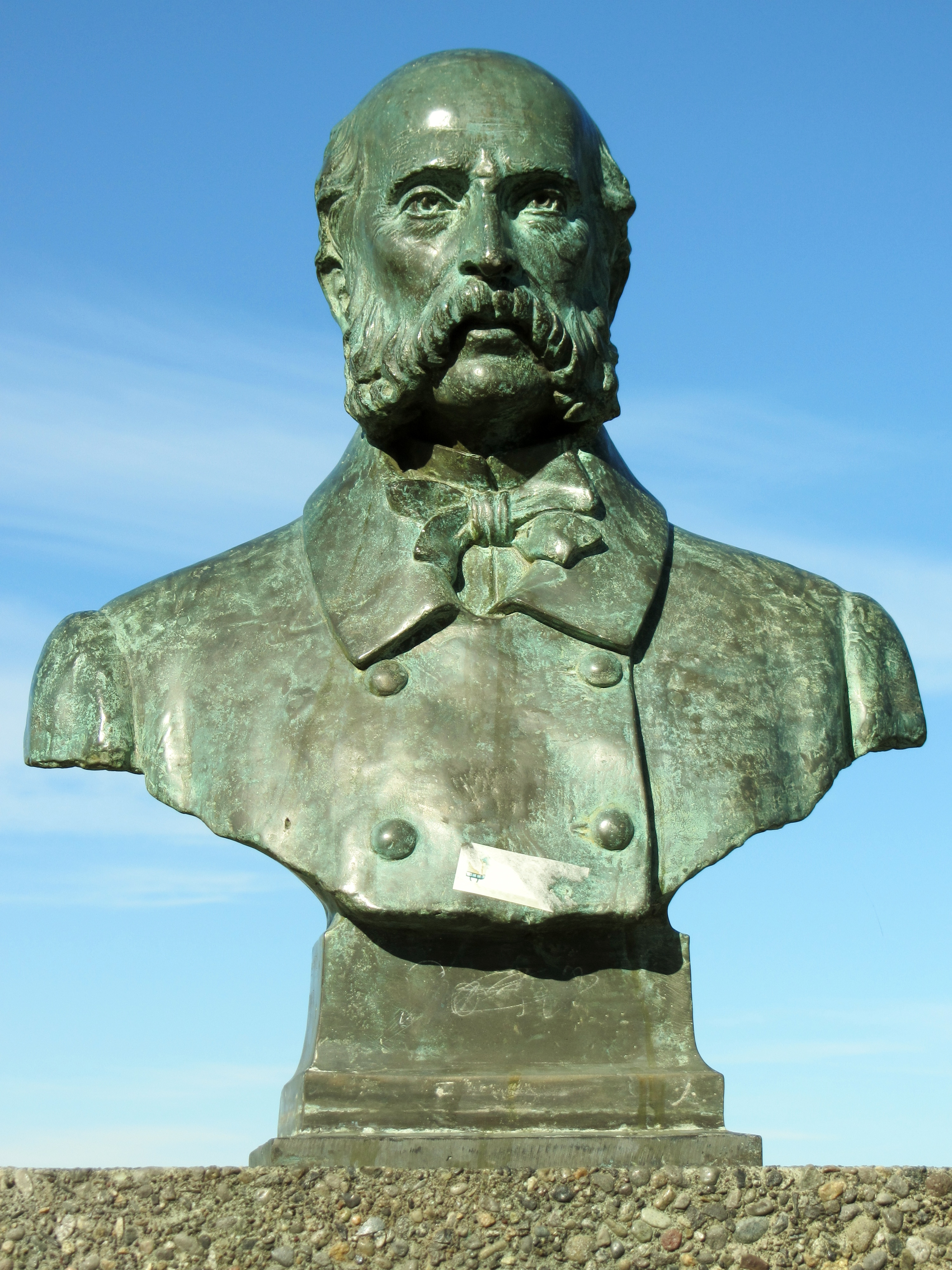
Busto de V.P.Rosales, Puerto Montt.
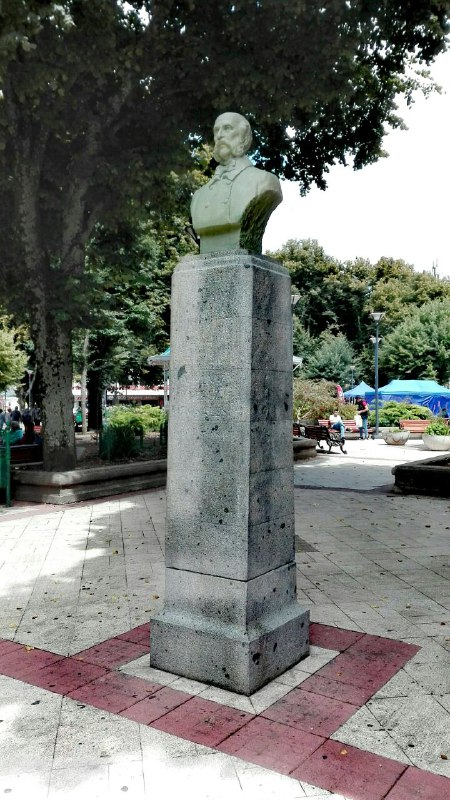
Busto Vicente Pérez Rosales, Valdivia.
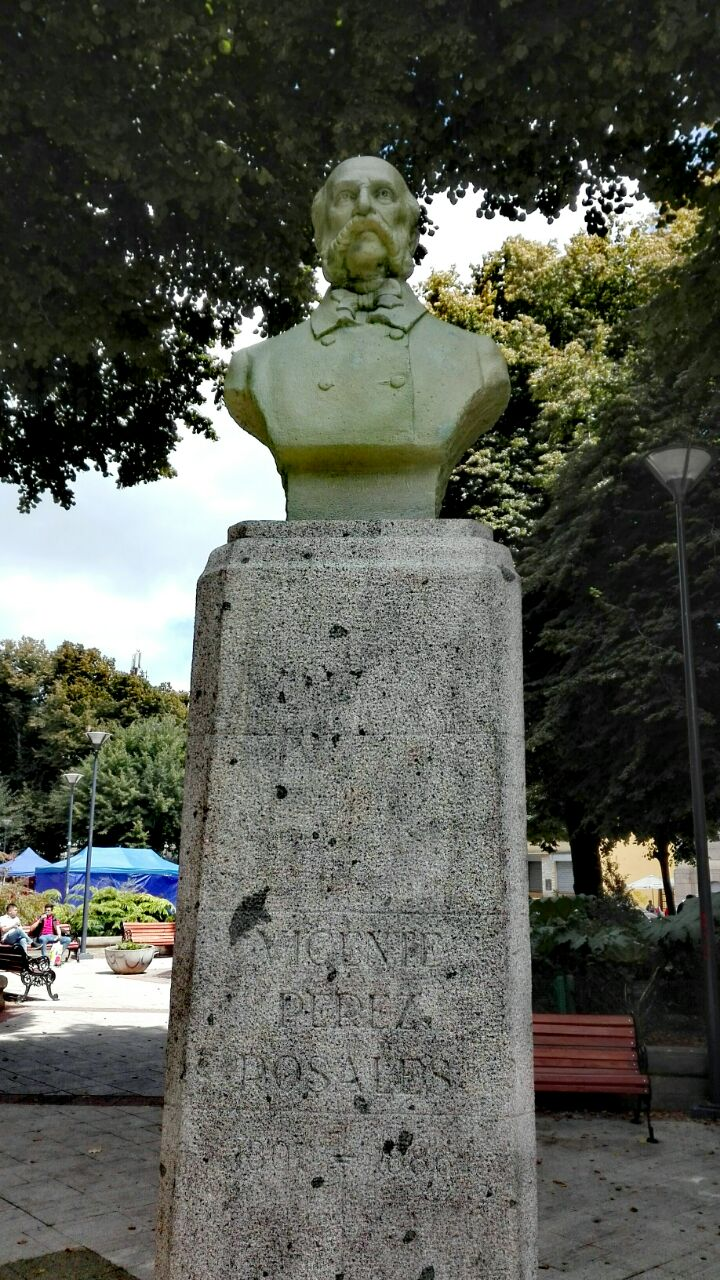
Detalle busto Vicente Pérez Rosales, Valdivia.
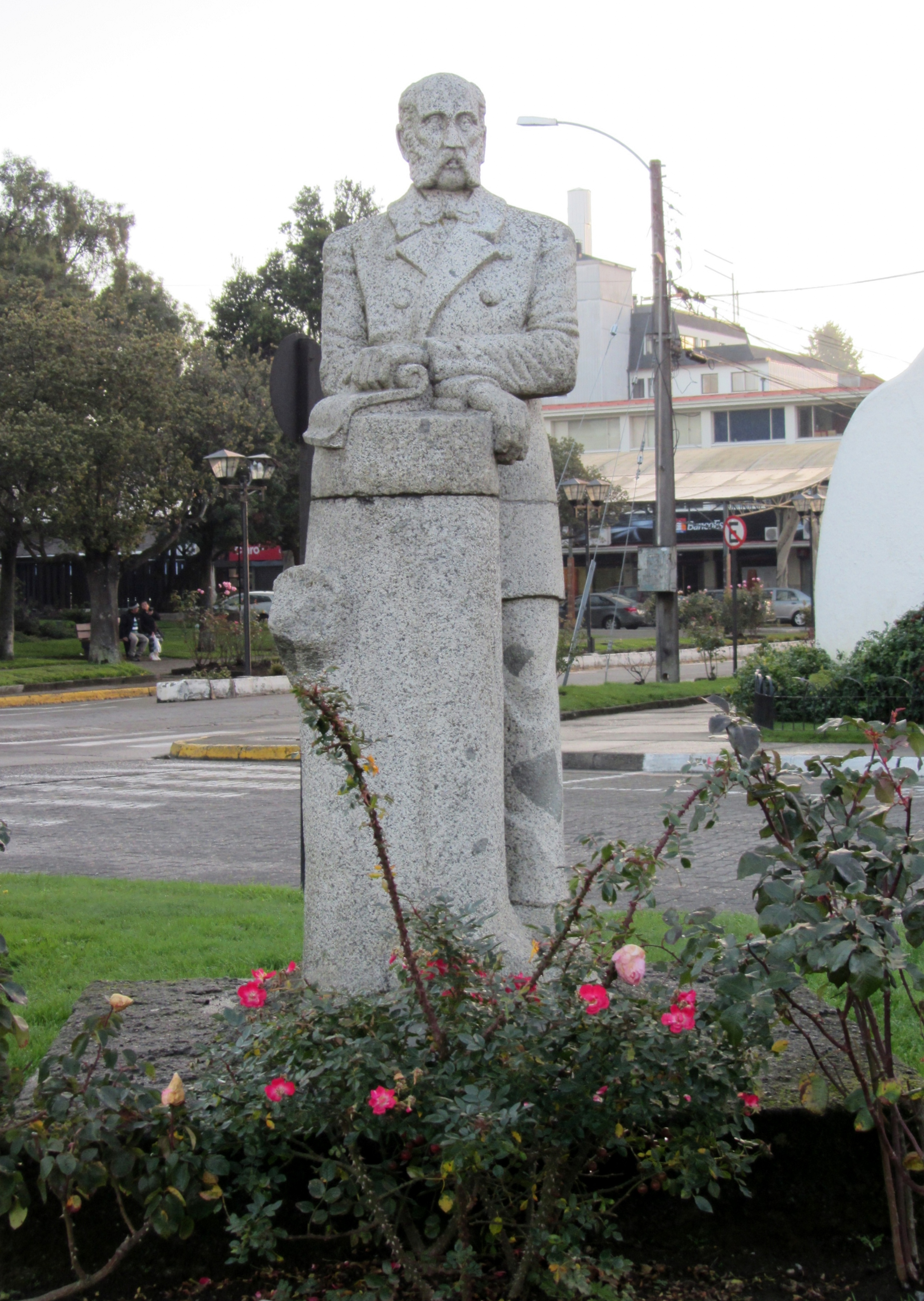
Estatua en Puerto Varas